# Viborg (commune)
Pour la ville qui donne son nom à la commune, voir Viborg. Pour les autres significations, voir Viborg (homonymie).
Viborg est une commune du Danemark, située dans la région du Jutland-Central ; c’est également le nom de son chef-lieu. Elle comptait 97 766 habitants en mars 2025, pour une superficie de 1 474,05 km2.

## Historique

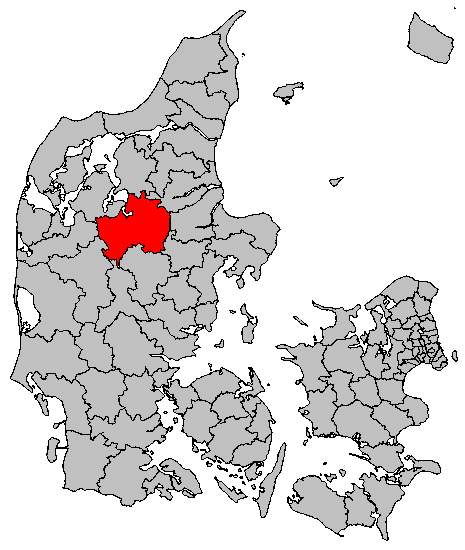
La commune de Viborg.

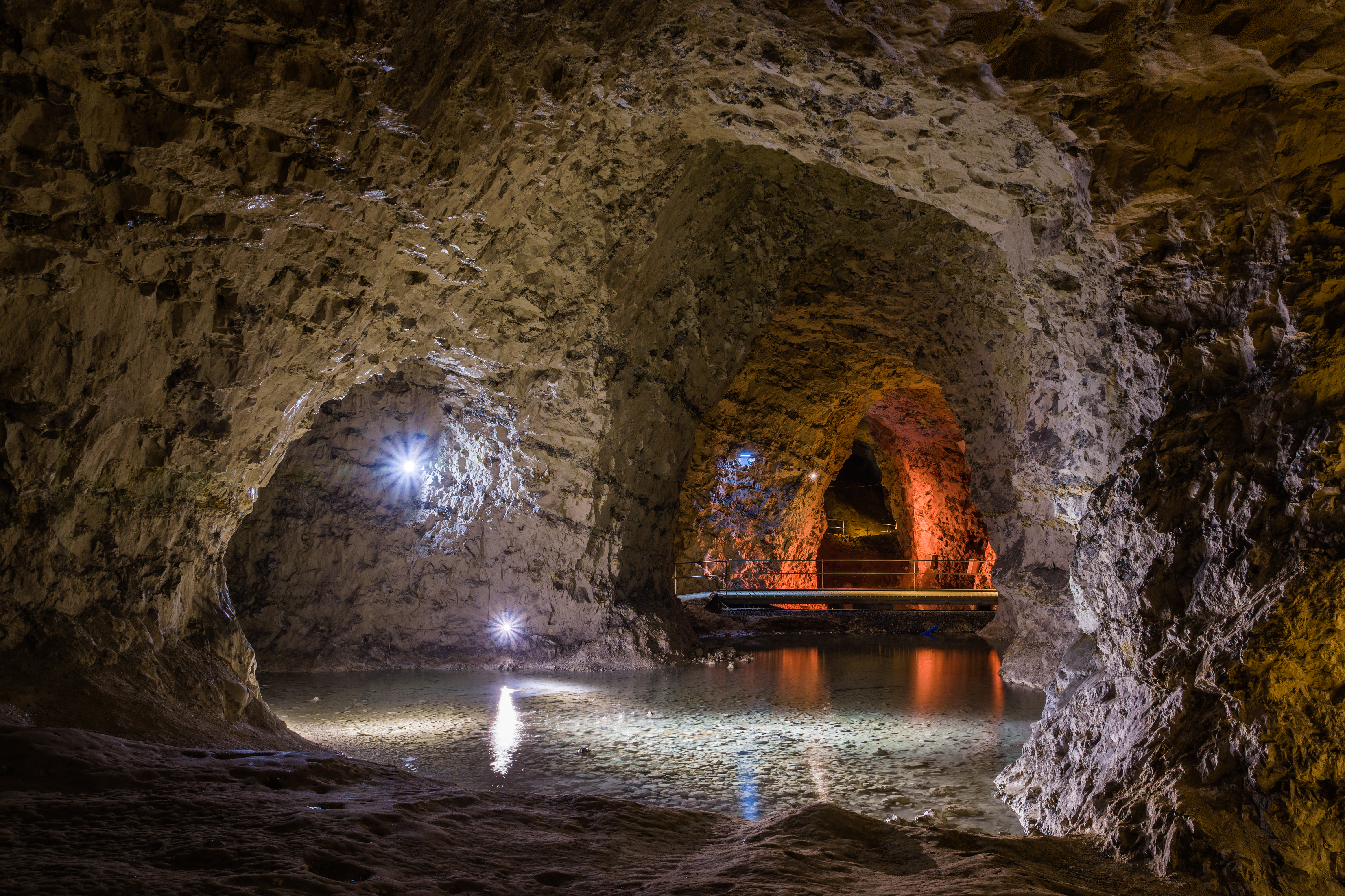
Mine de calcaire à Mønsted. Avril 2017.

La commune actuelle de Viborg a été créée à la suite de la réforme communale de 2007, où l’ancienne commune de Viborg a fusionné avec les communes de Bjerringbro, de Fjends, de Karup, de Møldrup et Tjele, et avec le district d’Hvam de la commune d’Aalestrup.

## Transport
La ville est desservie par l'aérodrome de Karoup base de hélicoptères militaires.

## Administration
| Période          | Période          | Identité                  | Étiquette                    | Qualité |
| ---------------- | ---------------- | ------------------------- | ---------------------------- | ------- |
| 1er janvier 2007 | 31 décembre 2009 | Johannes Steensgaard (da) | Parti social-démocrate       |         |
| 1er janvier 2010 | 3 septembre 2014 | Søren Pape Poulsen        | Parti populaire conservateur |         |
| 3 septembre 2014 | 31 décembre 2017 | Torsten Nielsen (da)      | Parti populaire conservateur |         |
| 1er janvier 2018 |                  | Ulrik Wilbek              | Venstre                      |         |